# Монтанея
Монтанея (Montagnea) — рід грибів родини Agaricaceae. Назва вперше опублікована 1836 року.

## Поширення та середовище існування
В Україні зростає монтанея піщана (Montagnea candollei).

## Гелерея

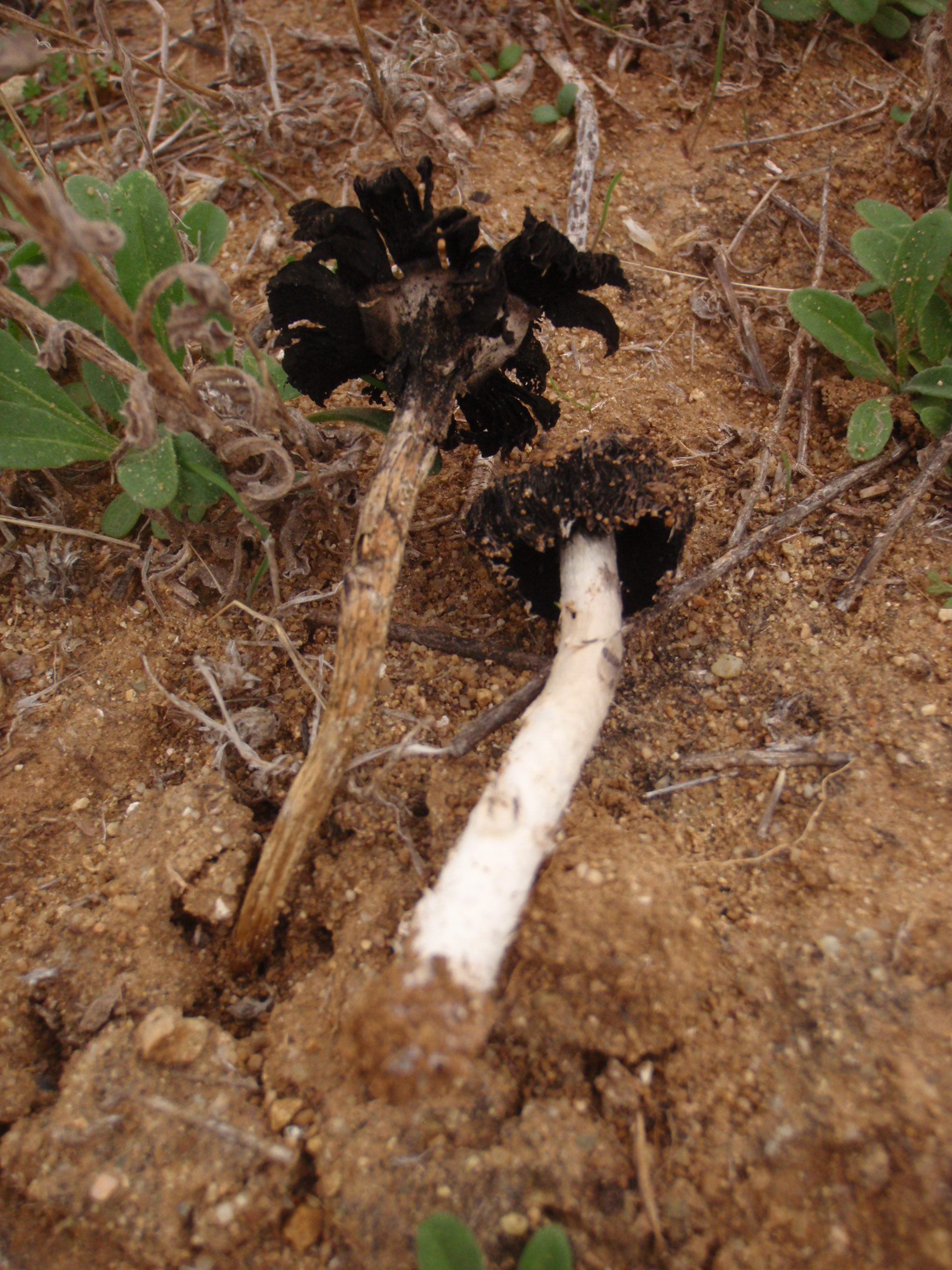
Montagnea arenaria
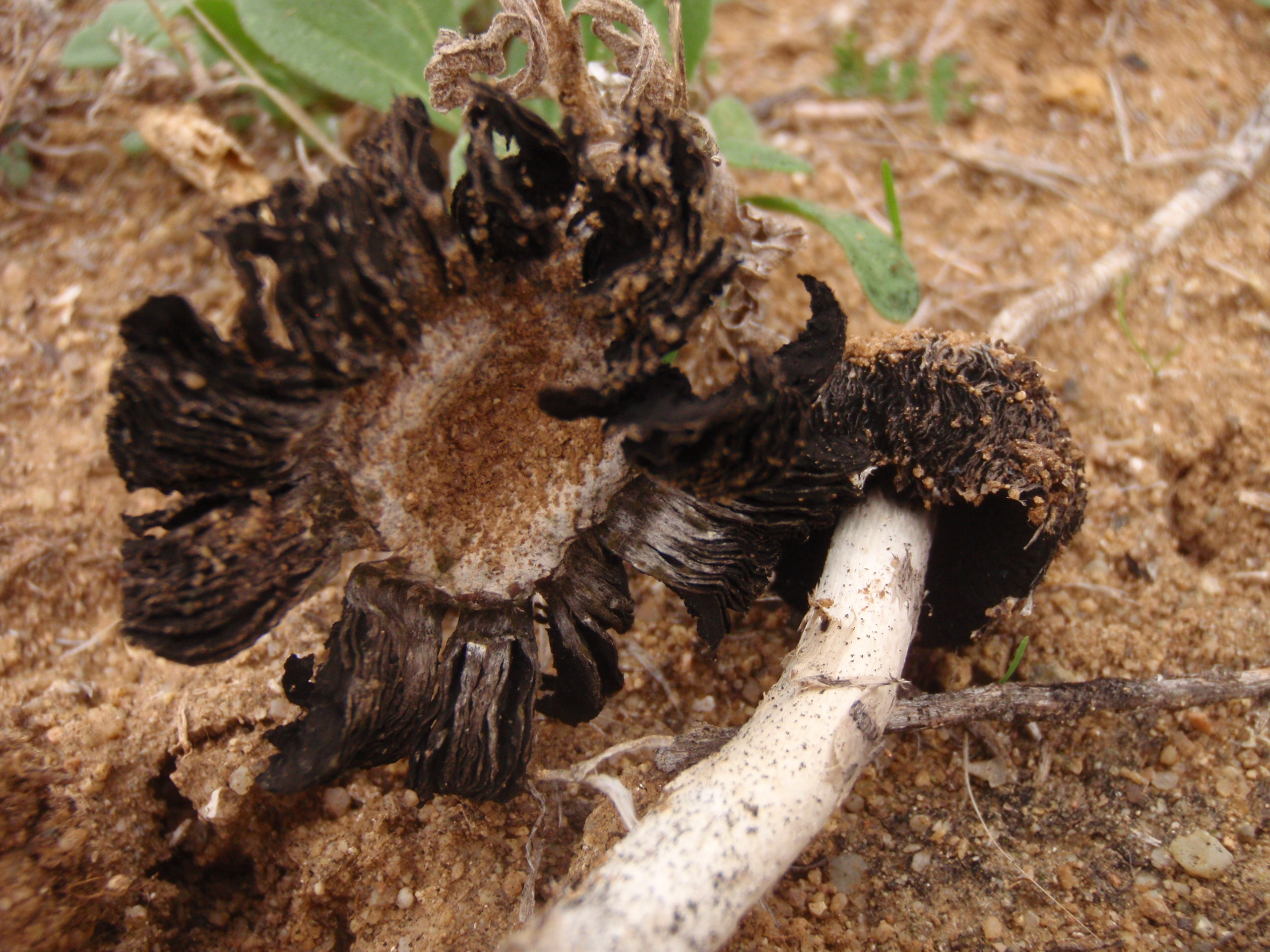
Montagnea arenaria